# José Alberto Amarante
José Alberto Albano do Amarante (Campo Grande, 13 de Novembro de 1935) foi um militar e físico nuclear brasileiro. Amarante organizou o Programa Autônomo de Tecnologia Nuclear (PATN) que viria ser conhecido como Programa Nuclear Paralelo, uma iniciativa não oficial da ditadura militar brasileira.
Na carreira militar, alcançou o posto de tenente-coronel da Força Aérea. Esteve envolvido em vários planos estratégicos da indústria aeroespacial brasileira e também na elaboração do Tratado de Energia Atômica Brasil-Alemanha de 1975.[carece de fontes?]
Em sua função militar, liderou o Laboratório de Estudos Avançados do Centro no final dos anos 1970, como Diretor Técnico Aeroespacial.
O motivo do seu assassinato é um mistério e alvo de especulações. De acordo com fontes do governo brasileiro, o agente israelense identificado como Samuel Giliad o investigava devido a sua participação no programa nuclear brasileiro.